# Cloître de la Psalette
Ne doit pas être confondu avec La Psallette.
Le cloître de la cathédrale Saint-Gatien de Tours, ou cloître de la Psalette, est situé dans le quartier Saint-Gatien du Vieux-Tours. Il est géré par le Centre des monuments nationaux. Il fait l’objet d’un classement au titre des monuments historiques depuis 1889.

## Historique
À partir du Haut Moyen Âge, le cloître est le lieu de travail des chanoines de la cathédrale Saint-Gatien de Tours. Les bâtiments actuels sont construits à partir du XVe siècle grâce au mécénat de l'archevêque Jean de Bernard et achevés au XVIe siècle. Le cloître de la Psalette tient son nom du chant des psaumes qui s'élevaient de l'école de musique attenante.
À la fin de la période médiévale, le chapitre - l'assemblée des chanoines - connaît une grande activité culturelle grâce à son scriptorium et sa bibliothèque, une des plus riches de France. Le chapitre est dissous durant la Révolution en 1793, et la bibliothèque dispersée.

## Architecture
L'escalier à vis, dans l'angle nord-est, attribué à Bastien François, a l'aspect d'une réplique en miniature de celui du château de Blois, commandé par François Ier.

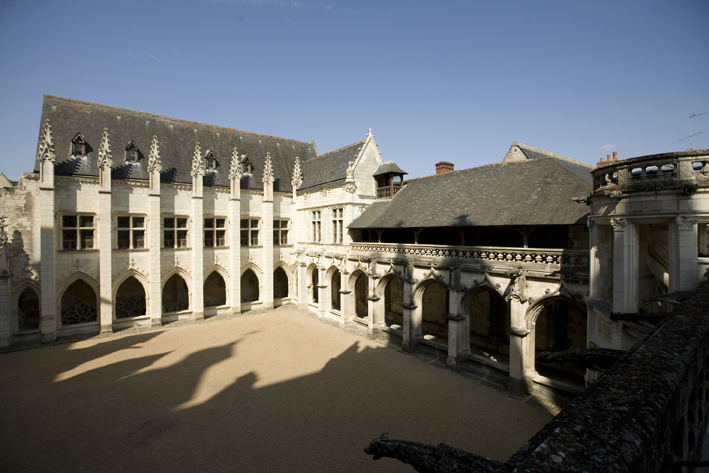
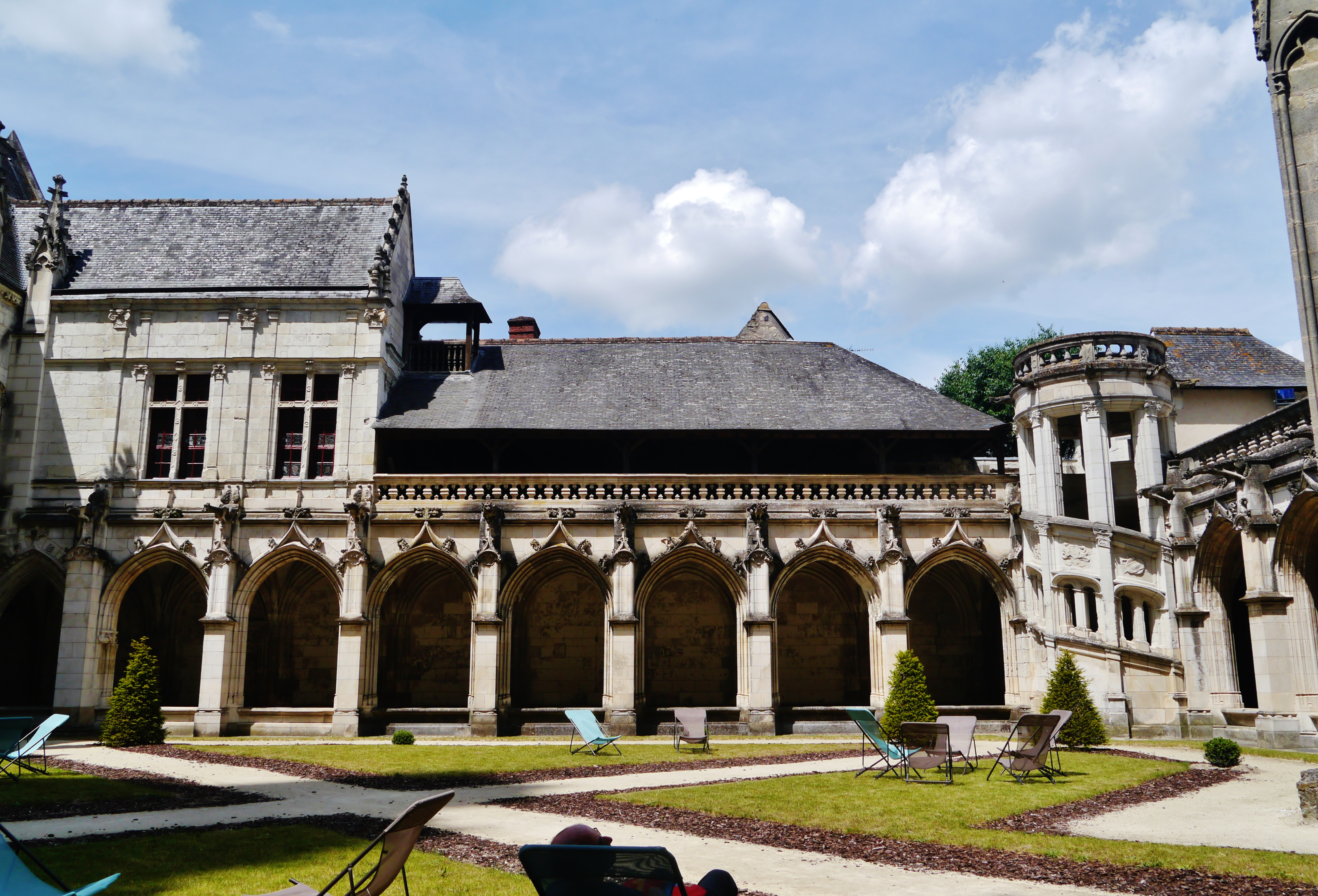
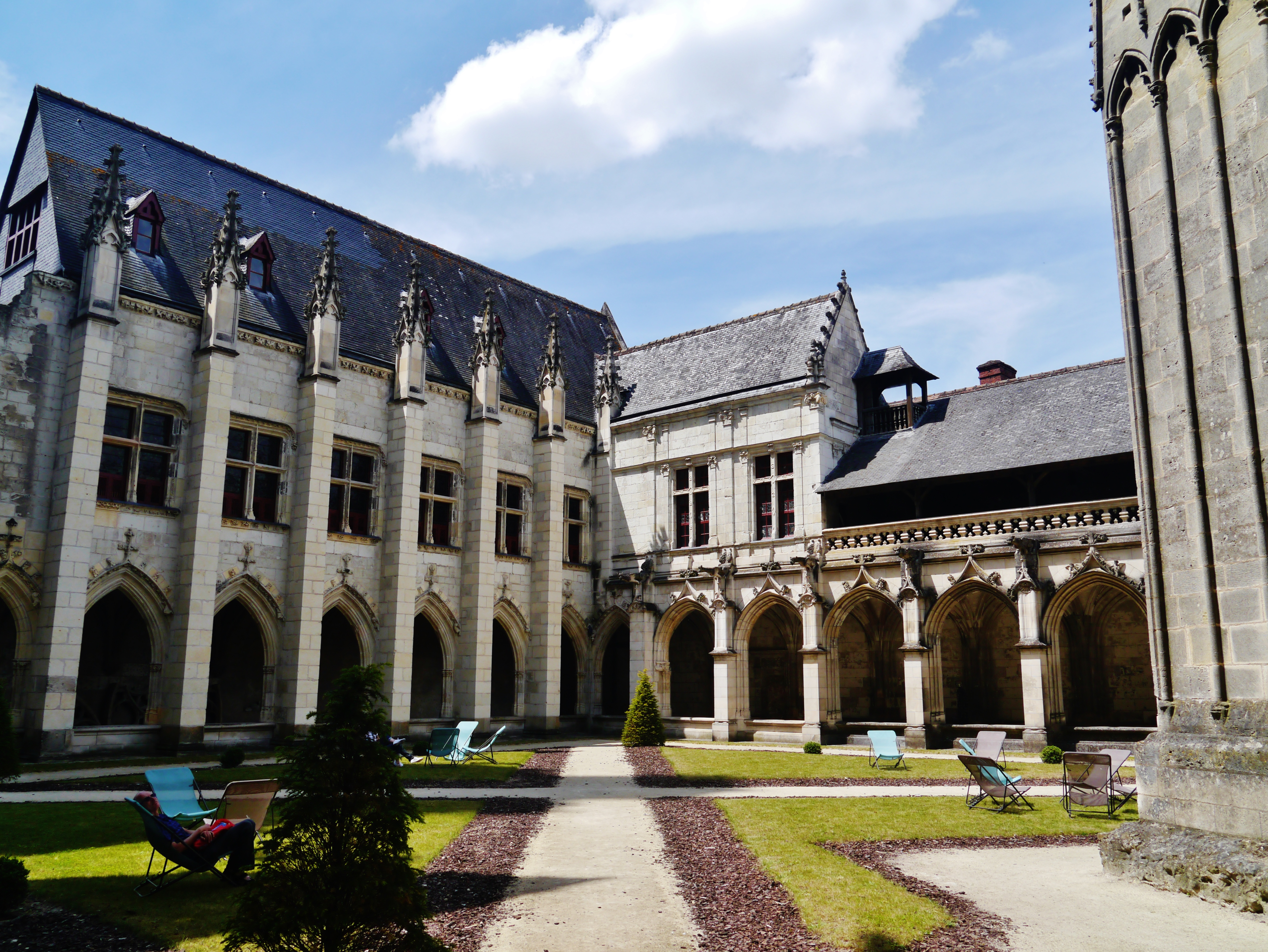
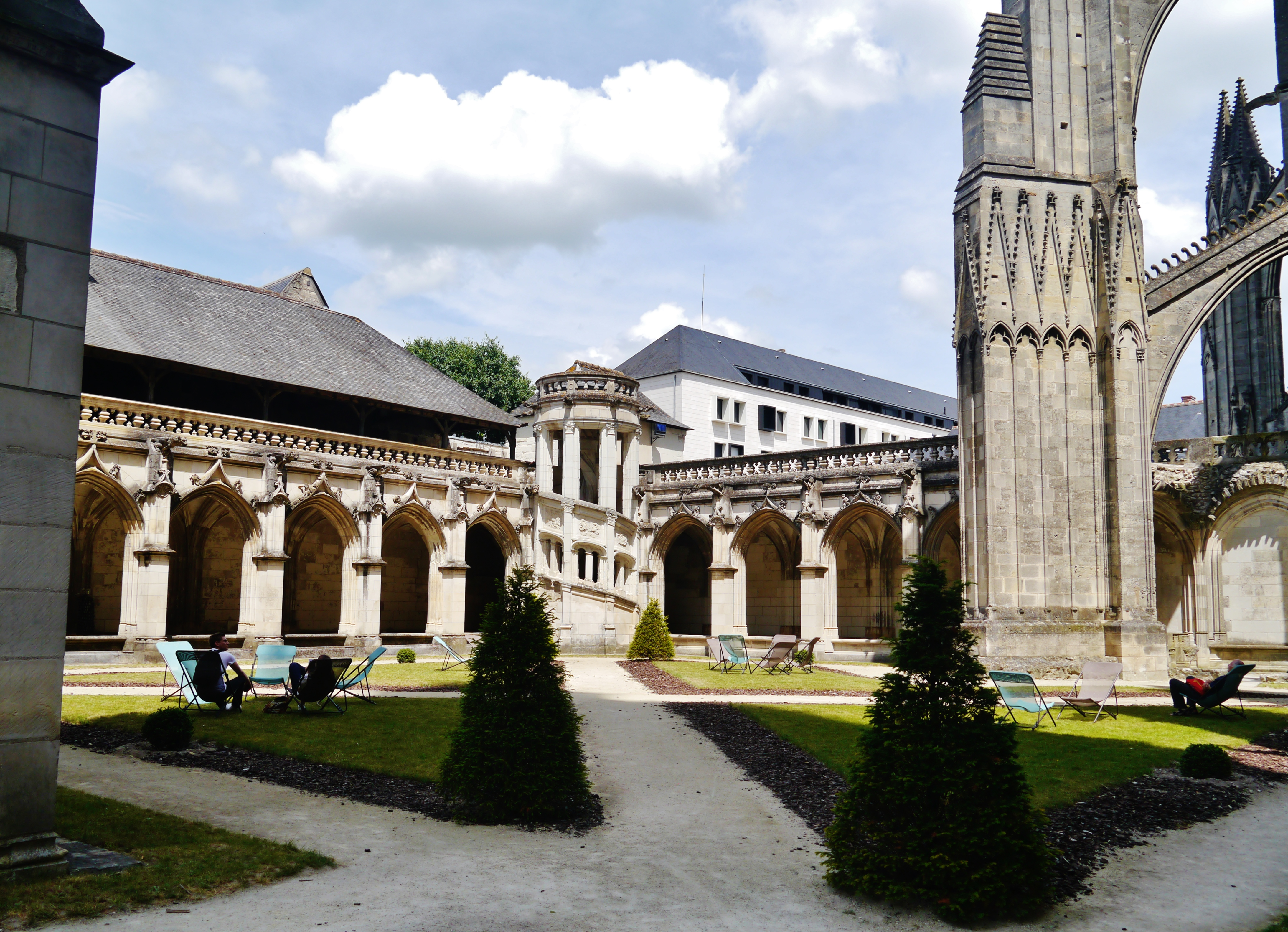

## Dans la littérature
Honoré de Balzac fait du cloître de la Psalette le cadre de son roman Le Curé de Tours.